# Mandil ibn Abd-ar-Rahman
Mandil ibn Abd-ar-Rahman ibn Abi-Nas (àrab: منديل بن عبد الرحمن بن أبي ناس, Mandīl b. ʿAbd ar-Raḥmān b. Abī Nās) fou el fundador de la dinastia dels Awlad Mandil, branca dels Banu Khazrun dels Maghrawa. La família estava establerta al Chelif des de vers el 1160.
Vers el 1190 Mandil fou nomenat governador del Xelif pels almohades; es va apoderar del territori del riu Ouarsenis i de Médéa amb les regions a l'entorn. Va fundar la fortalesa de Rayat a la riba del uadi Riou (Wadi Rahyu) afluent del Chelif. Mandil va lluitar an gran zel pels almohades als quals sempre va donar suport, i va assolar i ocupar Mitidja però fou derrotat pel mallorquí Yahya Ibn Ghàniya i fou fet presoner, perdent la Mitidja que va passar als Banu Ghàniya, dels que va morir en captivitat (sembla que assassinat per orde de Yahya) el 1225/1226. El va succeir el seu fill al-Abbàs ibn Mandil.